# Mastacembelus armatus
Il galletto asiatico (Mastacembulus armatus), è un pesce d'acqua dolce e salmastra appartenente alla famiglia Mastacembelidae.

## Distribuzione e habitat
Questa specie è diffusa in Asia: dell'India, Pakistan, Sumatra, Sri Lanka, Thailandia, Vietnam, Indonesia e altre parti dell'Asia sudorientale, dove abita fiumi e paludi alluvionali nella stagione monsonica, canali, lagune e foci fluviali, frequentando quasi esclusivamente fondali rocciosi e sabbiosi, poiché ama nascondersi sotto la sabbia e tra le rocce.

## Descrizione
Mastacembelus armatus è un pesce a forma allungata, dal corpo anguilliforme, ma molto compresso ai fianchi. Il muso è allungato. Le sue pinne anali e dorsali sono allungate e connesse alla pinna caudale. La pinna dorsale è preceduta da numerose spine. La livrea presenta dorso beige scuro, ventre più chiaro, spesso contrassegnato da macchie circolari marrone mentre la testa è nero-argentea. Dalla bocca, attraverso gli occhi e poi lungo i fianchi corrono da una a tre fasce longitudinali e irregolari a zigzag longitudinali scure che si connettono a formare uno schema reticolare, molto diverso per ogni individuo. 

Raggiunge una lunghezza massima di 90 cm.

## Riproduzione
Il maschio e la femmina di Mastacembelus armatus sono distinguibili soltanto alla maturità; le femmine sono normalmente più corpulente dei maschi. Sebbene la loro fecondità nel loro habitat sia elevata, in cattività non ci sono stati programmi di allevamento riusciti. Il periodo riproduttivo è compreso tra aprile e giugno.

## Alimentazione
Ha dieta onniuvora, si nutre di larve d'insetti, di vermi, piccoli crostacei (gamberetti), pesci e di periftion (alghe e microrganismi vari).

## Predatori
È preda abituale di Channa punctata.

## Pesca
Nei luoghi d'origine è pescato usualmente per l'alimentazione umana.

## Acquariofilia
È allevato dagli appassionati come pesce d'acquario.